# CG-10滑翔機
Laister-Kauffman CG-10是一款由莱斯特考夫曼飞机公司（Laister-Kauffman Aircraft Corp）於二戰期間開發的軍用運輸滑翔機。

## 發展
開發版本稱為XCG-10。此版本可搭載30名士兵。陸軍航空軍於1943年10月4日接受該方案。1943年11月6日進行了第一次牽引測試。第二個版本XCG-10A將座位數增加到42個，並增加了後裝載門。其貨運能力高達6美吨（5.4吨）。
量產版本CG-10A的初始訂單為990架，然而之後計畫取消。萊斯特-考夫曼曾計劃為飛機配備兩具普惠R-1830-92發動機，但該計劃從未實現。